# Phalanger vestitus
Phalanger vestitus là một loài động vật có vú trong họ Phalangeridae, bộ Hai răng cửa. Loài này được Milne-Edwards mô tả năm 1877.